# Bruce Foster Sterling

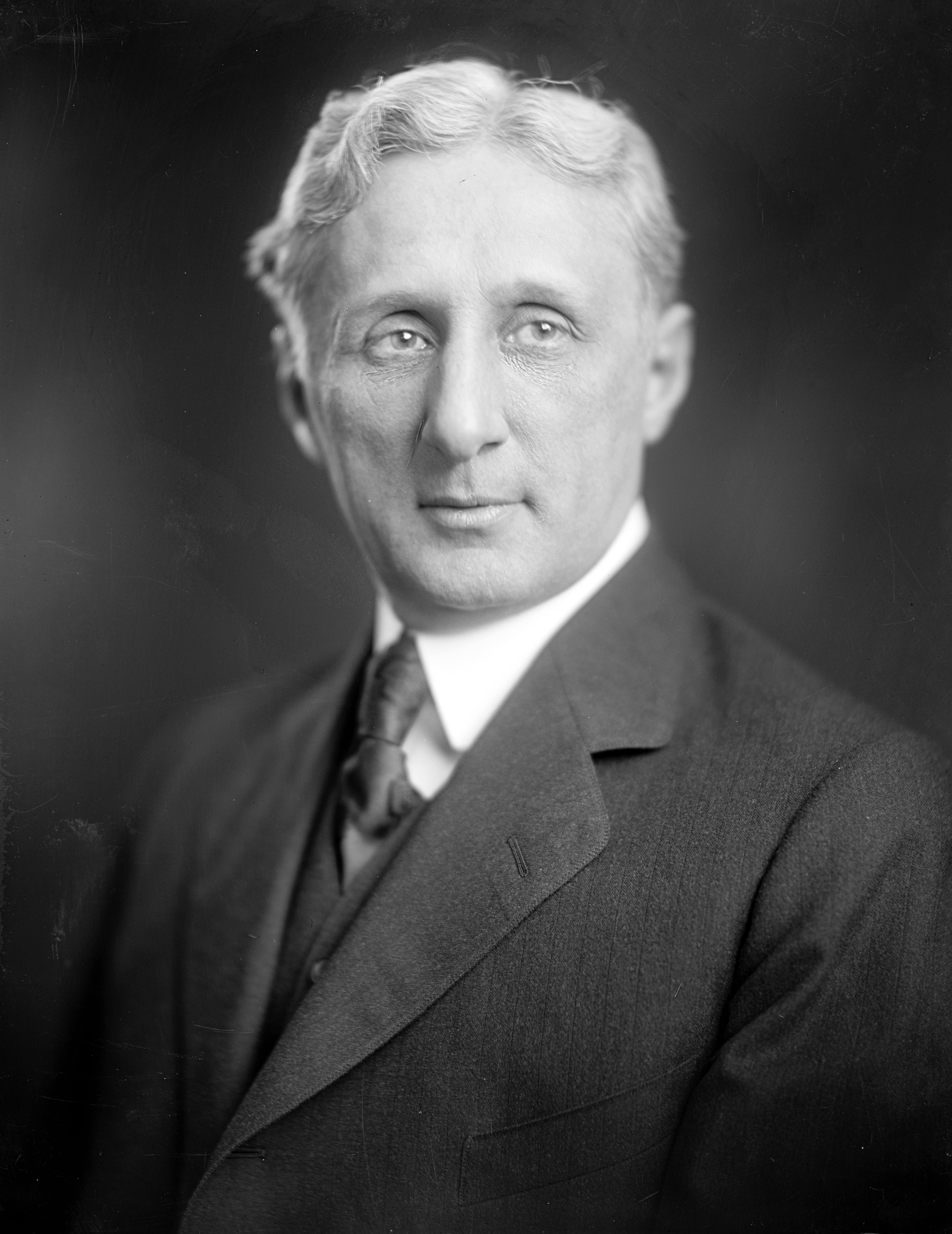
Bruce Foster Sterling

Bruce Foster Sterling (* 28. September 1870 in Masontown, Fayette County, Pennsylvania; † 26. April 1945 in Uniontown, Pennsylvania) war ein US-amerikanischer Politiker. Zwischen 1917 und 1919 vertrat er den Bundesstaat Pennsylvania im US-Repräsentantenhaus.

## Werdegang
Bruce Sterling besuchte die öffentlichen Schulen seiner Heimat und die State Normal School in California. Anschließend studierte er bis 1895 an der West Virginia University in Morgantown. Nach einem anschließenden Jurastudium und seiner 1896 erfolgten Zulassung als Rechtsanwalt begann er in Uniontown in diesem Beruf zu arbeiten. Gleichzeitig schlug er als Mitglied der Demokratischen Partei eine politische Laufbahn ein. 1906 war er Abgeordneter im Repräsentantenhaus von Pennsylvania. In den Jahren 1912, 1920 und 1924 nahm er als Delegierter an den jeweiligen Democratic National Conventions teil.
Bei den Kongresswahlen des Jahres 1916 wurde Sterling im 23. Wahlbezirk von Pennsylvania in das US-Repräsentantenhaus in Washington, D.C. gewählt, wo er am 4. März 1917 die Nachfolge des Republikaners Robert Freeman Hopwood antrat. Da er im Jahr 1918 nicht bestätigt wurde, konnte er bis zum 3. März 1919 nur eine Legislaturperiode im Kongress absolvieren. Diese war von den Ereignissen des Ersten Weltkrieges geprägt.
Nach seiner Zeit im US-Repräsentantenhaus praktizierte Bruce Sterling wieder als Anwalt. In den Jahren 1935, 1939 und 1943 war er Testamentsvollstrecker (Register of Wills) und Gerichtsdiener am Waisengericht im Fayette County. Er starb am 26. April 1945 in Uniontown, wo er auch beigesetzt wurde.